# Yekaterínovski (Krasnodar)
Yekaterínovski (del ruso: Екатериновский) es un jútor del raión de Abinsk del krai de Krasnodar en el sur de Rusia. Está situado en la orilla izquierda del río Kubán, 36 km al nordeste de Abinsk y 42 km al oeste de Krasnodar, la capital del krai. Tenía 1 701 habitantes en 2010.
Pertenece al municipio Fiódorovskoye.